# エスタジオ・アクアティコ・オリンピコ
エスタジオ・アクアティコ・オリンピコ（ポルトガル語: Estádio Aquático Olímpico）は、リオデジャネイロ市のバッハオリンピック公園内にある水泳競技施設。2016年リオデジャネイロオリンピックの競泳競技と水球競技、及び同年のリオデジャネイロパラリンピックの競泳競技の会場として使用された。
オリンピック、パラリンピック終了後、プールは解体され、リオ市政府は、メインプールが、同じリオジャネイロのウェストゾーン地区に建設される新しい234,000平方メートルの公共公園の一部を形成すると発表しました。また3つの仮設プール(2つはアスリートパークでのトレーニング用、1つはオリンピックパーク内の常設のマリア・レンク・アクアティックセンターでの水球の予備ウォーミングアップ用)は、2019年に分解され、ブラジルのアマゾナス州マナウス、バイーア州サルヴァドール、サンパウロ州サンパウロに、寄贈された。